# Мадам Жанетт
Мадам Жанетт (англ. Madame Jeanette), также известный как Суринамский жёлтый перец (англ. Suriname yellow pepper) — сорт перца чили вида Капсикум китайский (Capsicum chinense), ведущий своё происхождение из Суринама.
Данный сорт весьма жгучий: его жгучесть составляет 125 000 — 325 000 единиц по шкале Сковилла. Плоды перца созревают до красновато-жёлтого цвета, обладают большим размером, несимметричны и напоминают по форме плоды болгарского перца. Его вкус описывается как «фруктовый», с намеками на манго и ананас. Его часто путают с жёлтым перцем Adjuma, который менее вытянут и считается более пряным, но менее вкусным. «Мадам Жанетт» используется практически во всех блюдах суринамской кухни. Растение очень плодовито, имеет относительно компактный рост и не любит прохладные места. Также может расти в помещении.

## Галерея

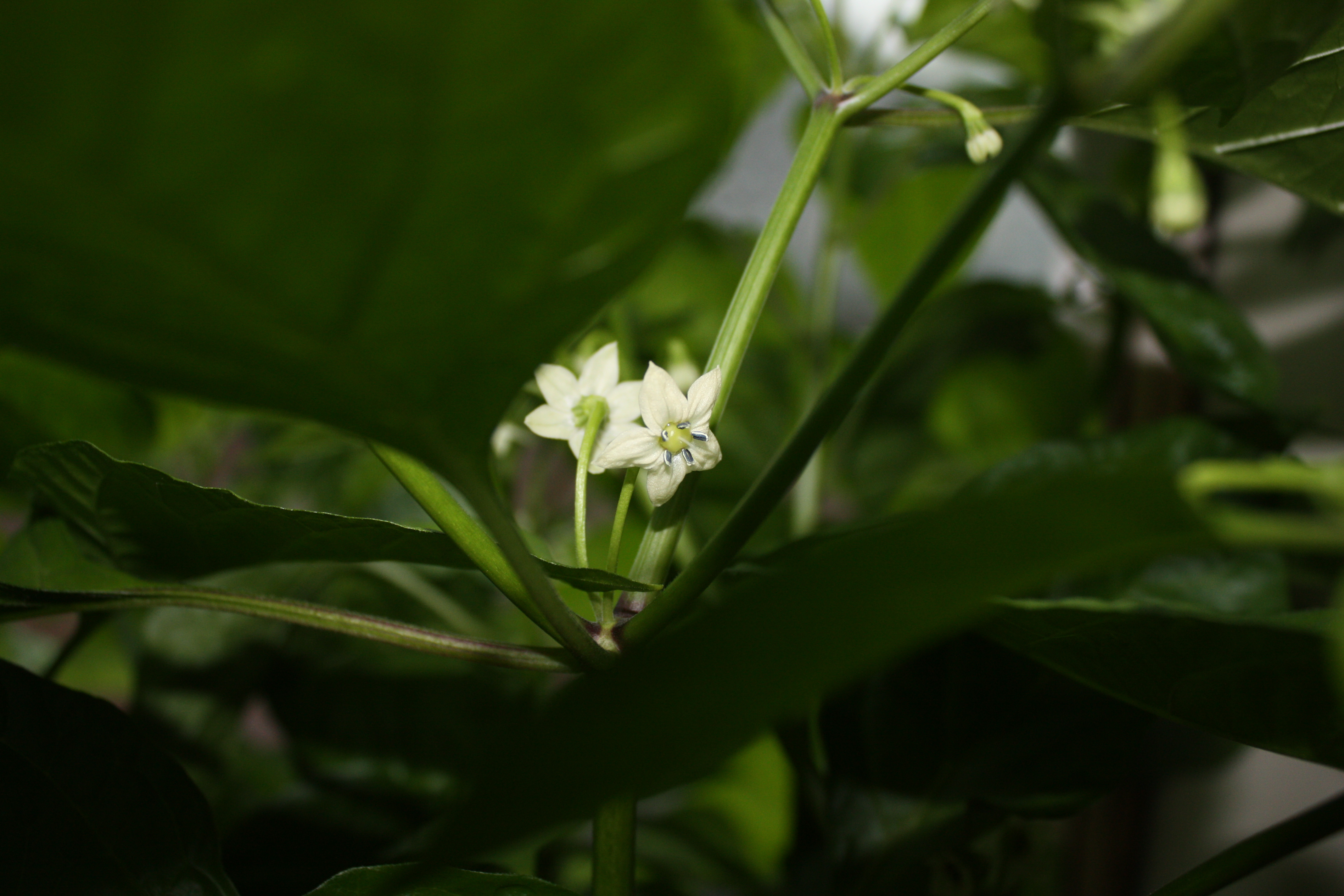
Цветки растения
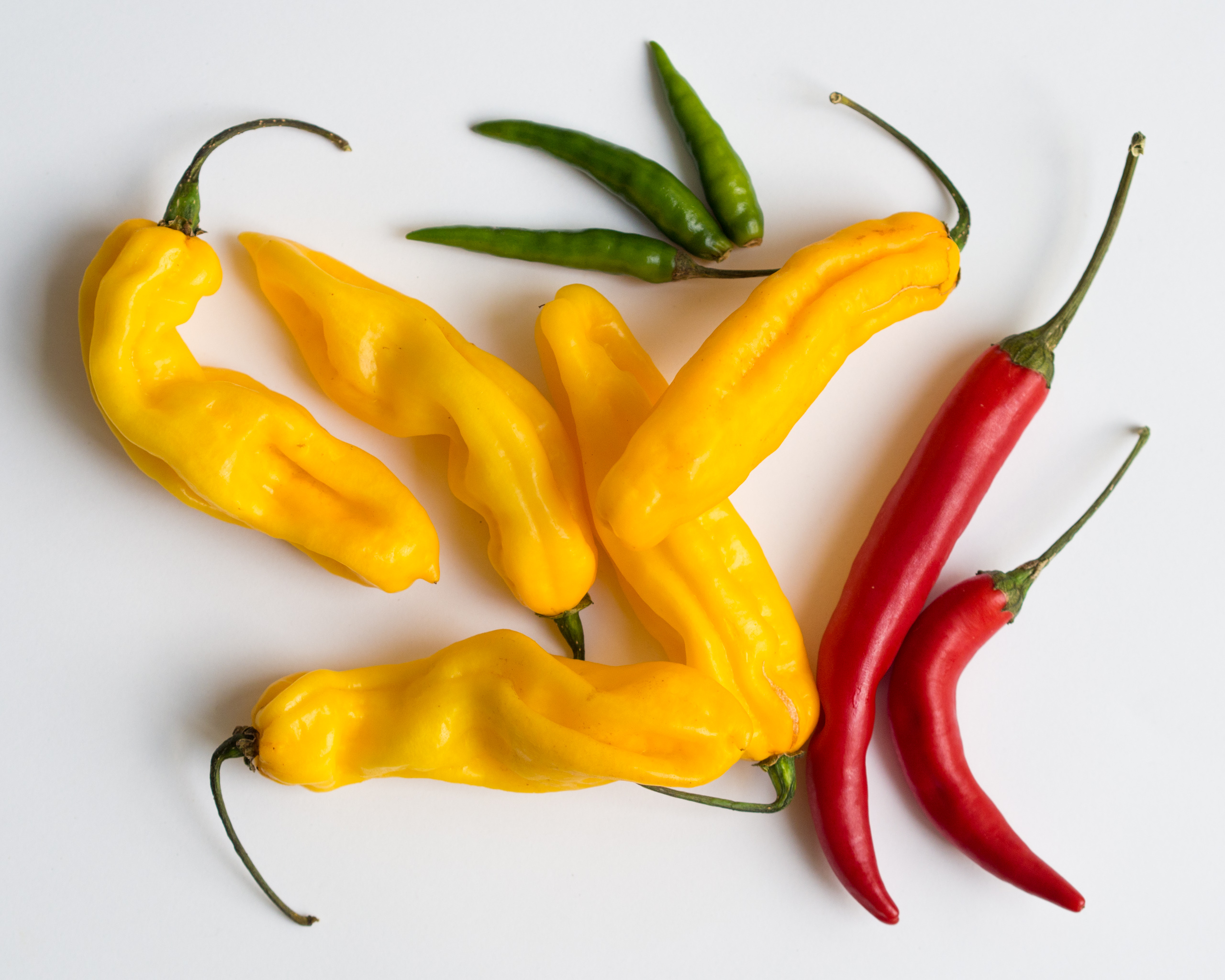
Сравнение размеров Мадам «Жанетт» (жёлтые крупные) с другими перцами чили: зелёные мелкие — «птичий глаз» и красные продолговатые — кайенский перец